# Aleksandr Zaitchikov
Aleksandr Serguêievitch Zaitchikov  (em cazaque:  Александр Сергеевич Зайчиков; 17 de agosto de 1992) é um halterofilista bielorrusso naturalizado cazaque, medalhista olímpico. 

## Carreira
Aleksandr Zaitchikov iniciou sua carreira internacional no Campeonato Mundial Juvenil (Sub-17) de 2009, realizado em Chiang Mai. Competindo na categoria até 85 kg, conquistou a medalha de prata ao levantar um total de 316 kg (140 kg no arranco e 176 kg no arremesso).
Em junho de 2011, participou do Campeonato Mundial Júnior (Sub-20) em Penão, agora na categoria até 94 kg. Com um total de 371 kg (165 kg no arranco e 206 kg no arremesso), garantiu a medalha de bronze. No mesmo ano, competiu na Universíade de 2011, em Shenzhen, onde alcançou um total de 360 kg (162 kg no arranco e 198 kg no arremesso), ficando na 7ª colocação da categoria até 94 kg.
Zaitchikov foi convocado pela Federação Cazaque de Halterofilismo para os Jogos Olímpicos de Londres 2012, na categoria até 105 kg. Com um total de 360 kg (155 kg no arranco e 205 kg no arremesso), terminou inicialmente na 12ª posição, mas foi realocado para a 10ª posição após a desclassificação do ucraniano Oleksi Torokhti e do uzbeque Ruslan Nurudinov.
Em junho de 2013, Aleksandr Zaitchikov venceu o Campeonato Asiático, realizado em Astana, na categoria até 94 kg. Ele conquistou a medalha de ouro ao levantar um total de 385 kg (175 kg no arranco e 210 kg no arremesso), superando o chinês Zhang Shengguo, que somou 374 kg (168 kg no arranco e 206 kg no arremesso). No mês seguinte, competiu na Universíade de Cazã, onde obteve um total de 375 kg (168 kg no arranco e 207 kg no arremesso), ficando inicialmente em 2º lugar, atrás do russo Aleksandr Ivanov, que somou 395 kg (181 kg no arranco e 214 kg no arremesso).
Porém, após a reanálise de suas amostras, foi constatado o uso de estanozolol, resultando em sua desclassificação retroativa do Campeonato Asiático e da Universíade. Posteriormente, a Federação Internacional de Halterofilismo (IWF) determinou sua suspensão por doping, válida de 24 de junho de 2013 a 24 de junho de 2015.
Após cumprir sua suspensão, Zaitchikov retornou às competições no Campeonato Mundial de 2015, realizado em Houston. Competindo na categoria até 105 kg, levantou um total de 421 kg (191 kg no arranco e 230 kg no arremesso), tornando-se campeão mundial na soma total. Além disso, garantiu medalhas de prata no arranco e no arremesso.
Nos Jogos Olímpicos de 2016, no Rio de Janeiro, competiu na categoria até 105 kg e conquistou a medalha de bronze, levantando 416 kg no total (193 kg no arranco e 223 kg no arremesso).
Em 2018, participou do Campeonato Mundial de Halterofilismo, realizado em Asgabade, na categoria até 102 kg. Terminou na 9ª colocação, com um total de 360 kg (165 kg no arranco e 195 kg no arremesso). Ainda participou do Campeonato Asiático de 2019, terminando em 10º lugar na categoria até 109 kg.